# Hippodroom van Antwerpen
Het Hippodroompaleis, in de volksmond De Cirk en Den Hippodrom, was in het begin van de 20ste eeuw een monument in de Antwerpse amusementswereld. Tussen 1903 en 1959 vonden er allerhande spektakels plaats waaronder circus, revues, opera, operettes, catch- en bokswedstrijden.
Het gebouw lag op de Leopold de Waelplaats tegenover het Museum voor Schone Kunsten in de wijk 't Zuid.

## Gebouw

### Structuur
De Hippodroom was een 2 verdiepingen tellend gebouw in neobarokstijl. Bovenop de voorhoeken stonden ronde koepels met dakruiter, ieder geflankeerd door 2 kleinere vierkante torens. Het hoogste punt was de grote centrale koepel op tamboer met dakruiter en een mensenbeeld. Een veel grotere lage koepel lag centraal boven de ronde piste. Deze piste was voorzien van een hydraulisch vijzelsysteem waarmee dieren en materiaal vanuit het lager gelegen niveau tot op zaalhoogte konden getakeld worden.
De grote evenementenzaal was voorzien van toeschouwer plaatsen op het gelijkvloers, 2 galerijverdiepingen, 20 loges. Boven de zaalinkom bevond zich een imposante ereloge versierd met 2 grote beelden, zittende op de voorhoeken en een werkende verlichtingsfakkel omhoog stekend. Qua zaalcapaciteit zijn er evenementen gedocumenteerd met 5.000 tot 8.000 personen. Het project bevatte ook feestzalen, winkels en koffiehuizen die aan de voorzijde voorzien waren van terrassen met luifels en dertig woningen.
De cafés aan weerszijde van de inkom waren Café de la Piste en Café de l'Hippodroom. Later zou één ervan veranderen naar Café de l'entr'acte.
Het paleis beschikte ook over eigen paardenstallen met ingang langs de De Burburestraat. Deze hangarconstructie bestaat nog steeds en werd in 2008 hergebruikt als multifunctionele commerciële ruimte onder de naam Hospital.

### Gevelbeelden
Op het hoogste punt van de grote koepel stond al van in het begin een beeld van een persoon die een fakkel met de rechterarm omhoog stak. De eerst volgende jaren zijn er geen andere beelden te zien op de historische foto's tot 1906. Op een foto uit 1909 stonden naast de centrale ingang, met aan weerszijde vierkante sokkels tot op de eerste verdieping, 2 grote vrouwenbeelden. Aan de linkerzijde een vrouw in korte jurk die een hoepel achter haar rug tot boven haar hoofd omhoog hield en rechts een vrouw in iets langere jurk met één been licht opgeheven en een springtouw boven haar hoofd.
Boven de monumentale ingang op het fronton stonden drie nog grotere beelden. Het grootste centrale beeld van een strijdkar met paarden en menner was vergelijkbaar met de beelden bovenop het Museum voor Schone Kunsten.
Alle grote beelden werden voor de afbraak verwijderd maar hun huidige toestand is onbekend. Het Middelheimmuseum vermoedt dat de beelden in eerste instantie in privaatbezit terecht kwamen.
Het beeld op de grote koepel was van grote waarde (ongeveer 1.000.000 BEF) maar eindigde door gebrek aan communicatie met de afbraakfirma tussen de rest van het schroot en ging dus volledig verloren.

## Geschiedenis
- Beeldhouwer Joseph Charles Verstappen heeft de droom om in Antwerpen een groot circusgebouw op te richten in navolging van wereldsteden zoals Parijs. Op 26 oktober 1901 geeft het Antwerpse stadsbestuur toestemming voor het Hippodroom project op de Léopold de Waelplaats.
- Op 23 juni 1902 wordt de onderneming 'Société Anonyme Hippodrome Paleis' opgericht als naamloze vennootschap en al snel gingen de bouwwerken aan de Hippodroom van start.
- Op 4 april 1903 was het neobarok bouwwerk klaar zodat het op 11 april plechtig geopend kon worden.
- In 1904 krijgt de Hippodroom een nieuwe buur: het huizenblok tussen de Museumstraat en Verlatstraat, waarvan de eveneens neobaraokke gevelwand als één geheel werd ontworpen door architect Willem Van Oenen.
- De locatie kreeg in 1907 de toelating tot het vertonen van films en werd daarmee één van de vroegste bioscoopzalen in Antwerpen.
- In 1913 aan de vooravond van Wereldoorlog I brandde het gebouw af. Dit gebeurde opnieuw in 1917 en 1920.
- Tijdens Wereldoorlog I liggen de activiteiten stil. Een belangrijk deel van de artiesten is uitgeweken naar Amsterdam en speelt daar in theater Carré.
- Na Wereldoorlog II vond het publiek nog moeilijk de aansluiting met de vooroorlogse humor.
- In 1953 ging de Belgische televisie van start als het NIR (Nationaal Instituut voor de Radio-omroep) met impact op de klassieke amusementswereld.
- De dienst Inspectie van gebouwen keurde het gebouw af en bezegelde zo het lot van de Hippodroom die in 1959 werd gesloten na een allerlaatste optreden van de Amerikaanse zanger Frankie Laine.[4]
- Na jaren van leegstand en na het verwijderen van de beelden werd het gebouw in 1973 gesloopt om plaats te maken voor een nieuwbouw met appartementen, winkels en een supermarkt.
- Grote evenementen verschuiven naar het Sportpaleis in Deurne.

Het gebouw takelde met de jaren af. Het onderhoud werd moeilijk en duur waardoor er uiteindelijk voor een nieuwe modernere Antwerpse schouwburg werd gekozen.

## Benamingen
In een Vlaanderen waar het Frans nog druk gebruikt werd door de leidinggevenden van de maatschappij begon het project als een circusgebouw van de Société Anonyme Hippodrome Paleis. De basisfunctie vanuit het Frans Le Cirque veranderde al snel in de volksmond in De Cirk en de naam Hippodrome klonk Antwerps genoeg en werd Den Hippodrom. In functie van de activiteiten werd de naam of de omschrijving van het gebouw ook aangepast zoals naar De Volksschouwburg van Antwerpen of Hippodroomtheater.
De benaming Hippodroom voor een theater of amusementstempel was zeker niet uniek en werd meermaals toegepast van in het Verenigd Koninkrijk tot in de Verenigde Staten. Gekende Britse locaties zijn Londen en Aldershot. In Amerika vinden we ze onder meer in New York, Baltimore (MD), Gainesville (FL) en Richmond (VA).

## Activiteiten

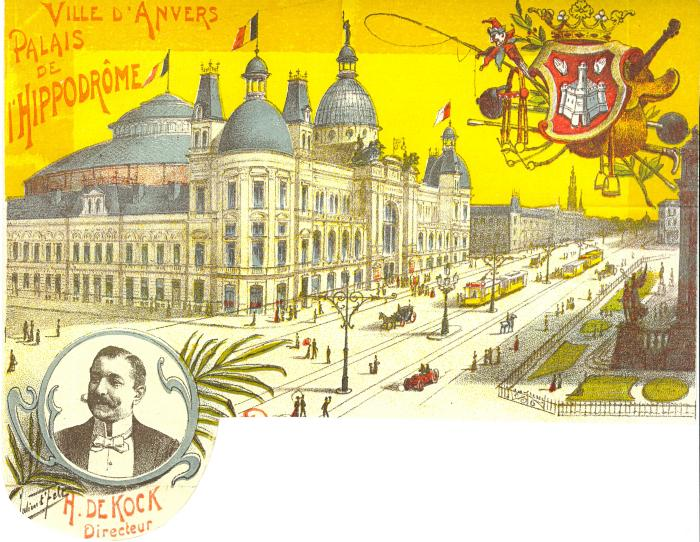
Circus De Kock in de Hippodroom

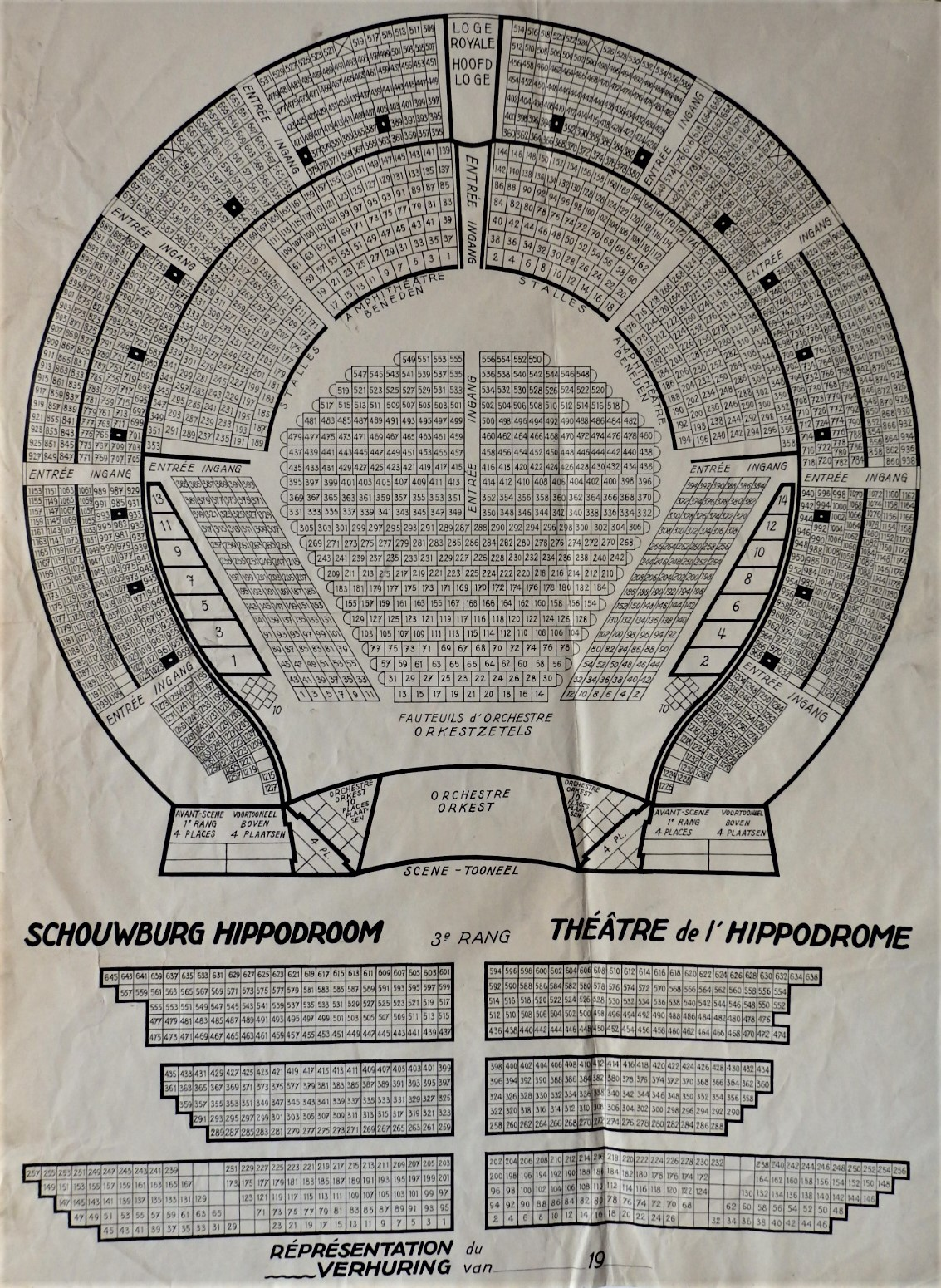
Grondplan evenementenzaal Hippodroom

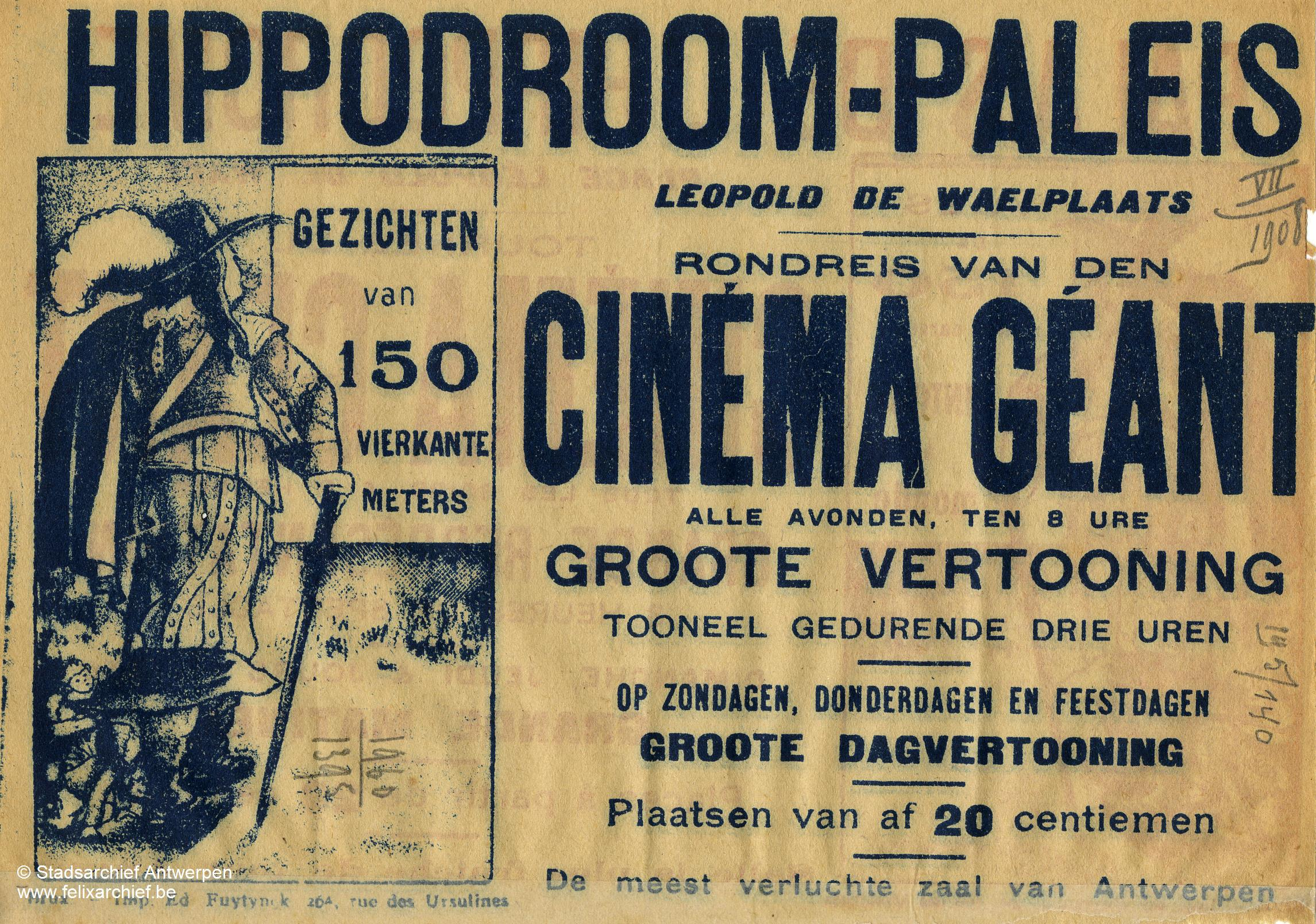
Datum en bron Felix Archief: 01-07-1908

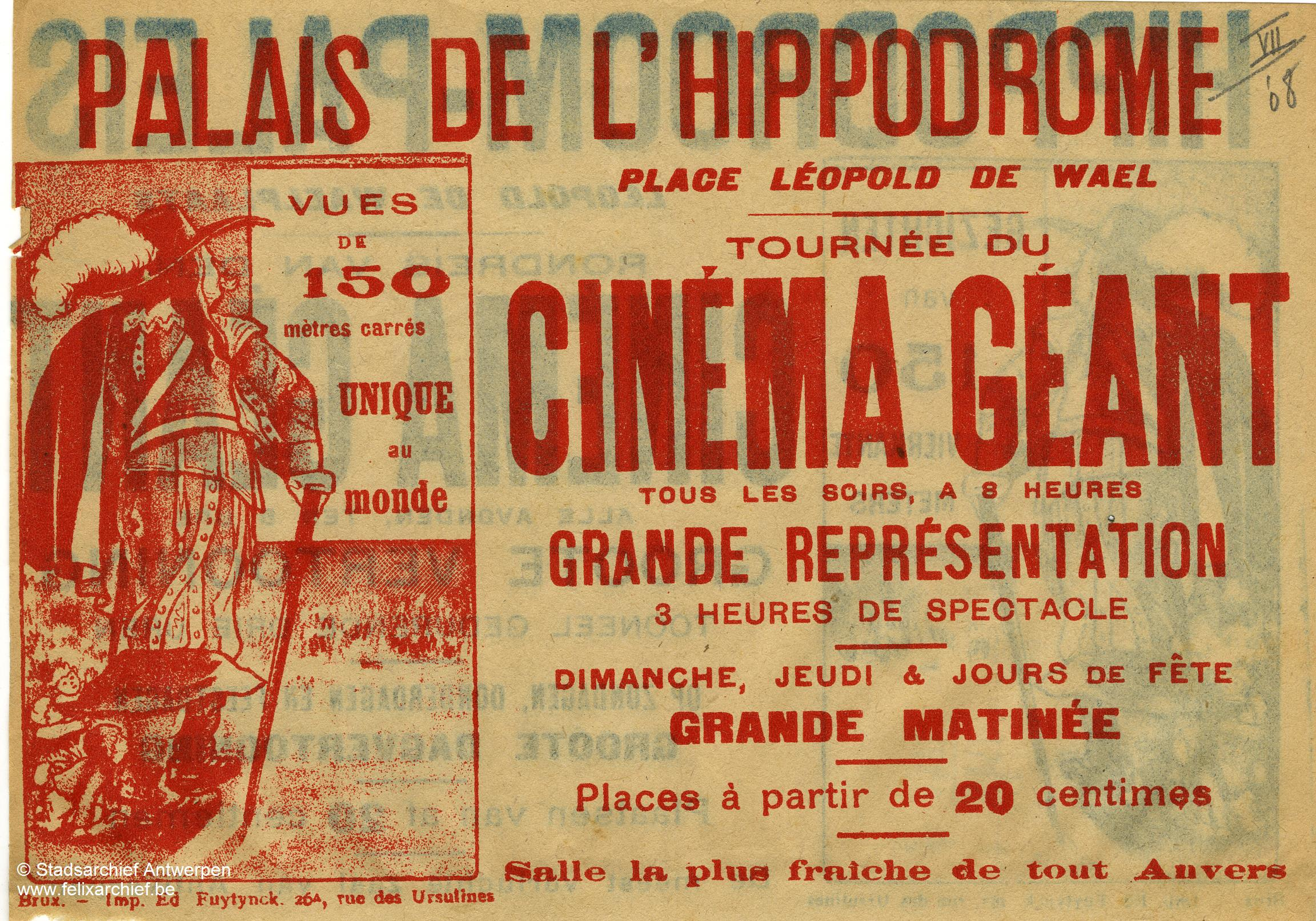
Datum en bron Felix Archief: 01-07-1908

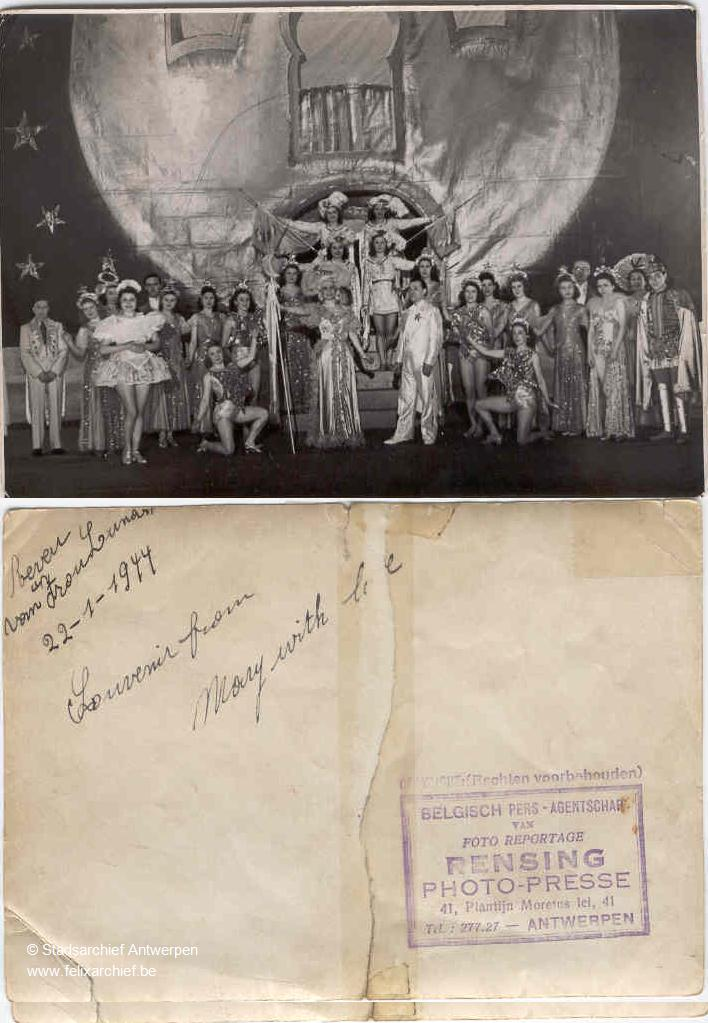
Souvenir van de revue Frau Luna (1944)

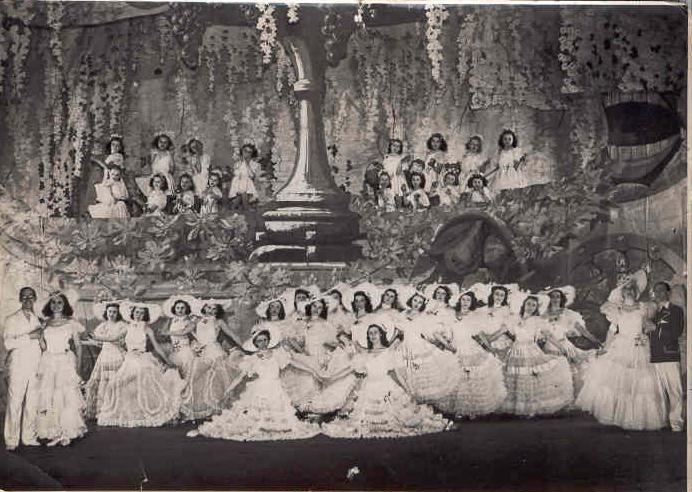
Operette: Maske in Blau 02-03-1944

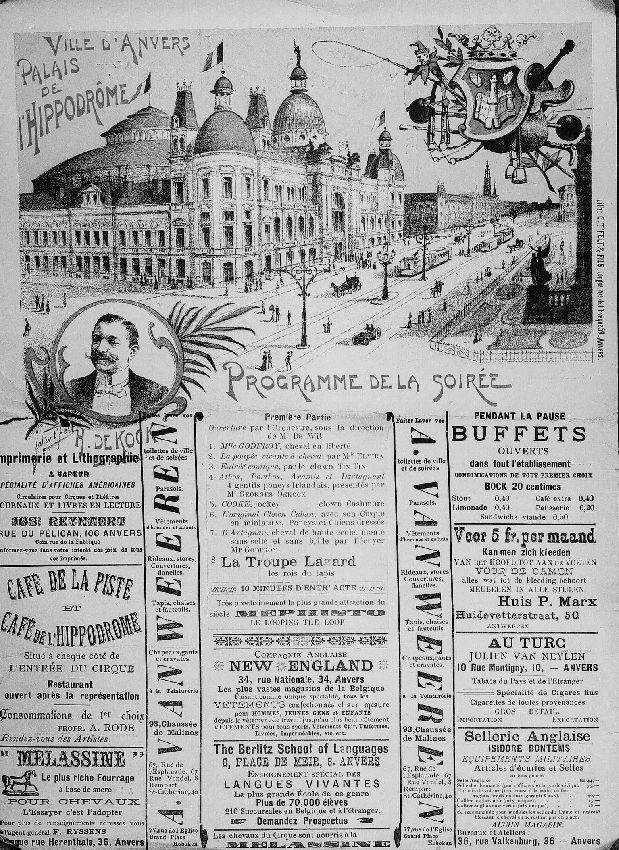
Palais de l'Hippodrôme
Cirque H. De Kock
Programme de la soirée

Gestart als een circusgebouw vonden er in de Antwerpse Hippodroom allerlei culturele activiteiten plaats. Na verloop van tijd werd de locatie ook verhuurd als algemene evenementen locatie. De aankondiging van de activteiten gebeurden aan het begin van de 20 eeuw zowel in het Nederlands als het Frans maar er zijn ook Hebreeuwse affiches bekend.
Naast de wereldoorlogen hadden ook de opkomende bioskopen en nadien de televisie een grote impact op de activiteiten, de publiekstoeloop en de rentabiliteit van de Antwerpse Hippodroom. De televisie ging vanaf 1953 niet enkel met het publiek maar ook met veel artiesten lopen die de overstap gedeeltelijk of volledig maakten.

### Inwijding
Een week voor de officiële feestelijke opening van de Hippodroom gebruikte de Royal Sport Hippique op 4 april 1903 de locatie als uitwijklocatie voor afgebrande cirkschouwburg van de Jezusstraat.

### Circus
Vanaf de opening komen er regelmatig circussen optreden waaronder Alexander Bouglione, De Jonghe-Spessardy, Jacob Busch, De Kock, Knie, Frans Mikkenie, Strassburger en Williams.
- De feestelijke opening op 11 april 1903 startte met de eerste voorstelling uit een wekenlange reeks tot eind juli van het Brusselse Circus De Kock. Dit familiecircus keerde in de volgende jaren terug voor nieuwe voorstellingen.
- 1950 Het bekende familiecircus Circus Knie.[6]
- 1956 Optredens van de internationale staatscircussen van Moskou en Peking.[4]

### Goochelen
In de Hippodroom waren verschillende goochelaars te gast. Je kon er het betoverend werk van Phillipe De Bischop, Kalanag en Suzy Wandas zien.

### Muziek
- Het orkest van Henri Tokkie was regelmatig aanwezig om artiesten en producties te begeleiden.
- In 1917 geeft Lodewijk Ontrop een uitvoering van het oratorium De Schelde van Peter Benoit.[7]
- Flor Pierré in de beginperiode en opnieuw in 1929.
- Rik Galliaert
- John Faes
- Vanaf 1919 tot 1928 was Lode Van de Velde leider van een 25-koppig orkest.
- Jan Douliez

### Theater
- Een afsplitsing van de Koninklijke Nederlandsche Schouwburg (KNS) nam in 1907 zijn intrek onder leiding van de niet-herbenoemde oud-directeur Frans Van Doeselaer (1827-1914), die de KNS had geleid van 1882 tot 1906. Als eerste stuk brengen ze in de zomer van 1907 De vijf stuivers van Lavarède.
- Het bekende werk De reis om de wereld in tachtig dagen van Jules Verne wordt in 1909 meer dan 35 jaar na publicatie in de Volksschouwburg van Antwerpen gespeeld.[8]
- In 1911 werd Het Teeken des Kruises een tragedie van Wilson Barrett opgevoerd.
- 1925 bracht De Blonde een spektakeldrama in 6 bedrijven van Cesar van Cauwenberghe en later op het jaar Crist'L.
- Opvoering van het volksdrama De gebroeders Degrave. Een verhaal over twee in 1894 ter dood veroordeelde broers.
- Winterhulp Kerstfeest in 1942.[5]
- Winterhulp organiseerde al zeker in 1942 en 1943 een Sinterklaasfeest in de Hippodroom waar duizenden mensen met hun kinderen naar toe kwamen.[5]

### Cabaret en revue
- 1917 De Hongaarse ballerina Mevr. Katicza leidde een ballet van 12 meisjes met Nelly Duvert als tweede danseres
- In 1920 brachten Frans Condès en Edward Casteels Halloh! Hier zijn wij’.
- Honden en acrobatennummers.
- Louis Staal was er in diverse producties actief van 1924 tot 1968
  - met Jaak De Voght bracht hij optredens waaronder Madam Priet en Madam Praat.
  - met Kees Brug
- Na eerdere revues vanaf 1913, op een andere locatie, bracht Rik Senten zijn revues vanaf 1918 in de Hippodroom.
  - Frans Lamoen trad regelmatig op in de revue's van Rik.
  - Een enorm succes in 1923 was 't Bard op en binnen met 6 naakte vrouwen.
  - Alberto Riccardo alias Albert Vanrijkel trad in de jaren na Wereldoorlog II op als tenor in verschillende van deze revues.[9]
- In 1927 G'Hebt er gelegen' met Sus van Aerschot.[10]
- In mei 1930 gaf Josephine Baker 6 optredens
- 1944 Revue van Frau Luna van de hand van Paul Lincke.[11]
- 1956 Une nuit au Lido de Paris[12]

### Opera en operettes
- Het Nederlandsche Lyrische Operettegezelschap onder leiding van de Belgische tenor Louis Morrisson.[13]
- Johan Boskamp[14], operettezanger.
- Nini de Boël, Vlaamse actrice, sopraan, revue- en operettezangeres.
- Opvoering van de Bommelbaron een operette van Pordes-Milo en H. Haller.
- In 1927 bracht Louis Morrisson de best Weense operettes en Franse stukken naar de Hippodroom.
- In januari 1944 startte Rik Senten met het opvoeren van operettes.
  - Midden januari startte zijn eerste operette Vrouw Luna.
  - De grote operette in twee delen (zes scènes) Masker in blauw wordt vanaf 2 maart 1944 opgevoerd.[15]

### Politieke meetings
- 1921 Marie van Gastel, amnestiemeeting op 16 januari met meer dan 5000 aanwezigen.[16]
- Begin februari 1936, op een ‘monstermeeting’ rond de thema's culturele zelfstandigheid voor Vlaanderen en Wallonië - gelijkheid in taalwetgeving - loyale toepassing der taalwetten spraken August Vermeylen, Herman Vos, Camille Huysmans en Willem Eekelers.
- 1936 Een meeting van het V.N.V. - Vlaams Nationaal Verbond[5]
- 1937 Een meeting van REX[5]

### Sport
- In de tijd van Den Hippodroom was naast boksen ook worstelen nog heel populair. Deze gevechtswedstrijden trokken toen veel volk.

#### Boksen
Tussen 1918 en 1944 werden regelmatig nationale en internationale wedstrijden georganiseerd. Bij sommige toernooien tot 7 gevechten op dezelfde dag. In de beginperiode zagen de bezoekers regelmatig de Antwerpse boksers Jef DePaus en Piet Hobin in de ring verschijnen. Nadien werd het aanbod internationaler.
- 1918, zondag xx juni : Rene Steyaert alias René De Vos de Little Fox  vs Frans Brand.
- 1922, vrijdag 19 mei : vijf wedstrijden verspreid over de dag waarvan één om 21:00 tussen Battling Siki en Harry Reeve.
- 1944, vrijdag 27 oktober: de Belgische Boks Federatie organiseert meerdere wedstrijden tussen Belgische boksers en internationale tegenstanders.

#### Worstelen
Eén van de bekendste Belgen die in de Hippodroom worstelde was de Deurnese Gustaaf Laport ook Gustave Laport (1909–1988). Hij was meervoudig Belgisch kampioen worstelen en afgevaardigd voor de Olympische Zomerspelen 1936 in Berlijn.

### Horeca
De cafés aan weerszijde van de inkom opende na de voorstelling als restaurant. De artiesten verschenen er regelmatig voor een rendez-vous met de bezoekers. De gemiddelde toeschouwer kon elders vertier zoeken of naar huis afzakken.

## Bedrijfsleiding
- 1903 Alphonse De Gunst
- Willem Lemmens (1851-1910)
- Piet Janssens en Willem Janssens
- 1917-1924 Condés en Victor
- 1924 Een tijdelijke bestuur met Frans De Backer en de Antwerpse auteur Aubert Delrévo
- 1924 Piet Janssens (1869-10 oktober 1924)
- 1924 Victor Neutgens
- 1926 Charlotte Noterman, startte in oktober 1926
- 1927 Rik Senten
- Louis Morrisson vanaf 1 oktober 1927
- Raeymaekers en Verschueren vanaf november 1928
- 1929 Jan Leenaerts en Rik Senten
- Flor Van den Bosch
- Frans Wijnants

## Trivia
Vanaf midden 2020 brengt Het Achterland een muzikale komedie Den Hippodroom over de herstart van deze revuetempel na de brand van 1920 met Daisy Thys en Luc Caals.